# Benjamin Waterhouse Hawkins
Benjamin Waterhouse Hawkins (Bloomsbury, 8 febbraio 1807 – 17 gennaio 1894) è stato uno scultore britannico, attivo soprattutto nel campo della storia naturale, rinomato per il suo lavoro sui modelli a grandezza naturale di dinosauri attualmente al Crystal Palace Park a sud di Londra. I modelli furono realizzati con precisione, utilizzando le più recenti tecniche e conoscenze scientifiche dell'epoca, creando molto scalpore. Hawkins era anche un docente di zoologia.
Membro della Royal Society of Arts nel 1846, della Linnean Society of London nel 1847 e della Geological Society of London nel 1854.